# Земо-Акеті
Земо-Акеті (груз. ზემო აკეთი) — село в Грузії.
За даними перепису населення 2014 року в селі проживає 267 осіб.